# Rapporto Korherr
Il rapporto Korherr è un documento di 16 pagine sullo stato di avanzamento dell'Olocausto in Germania e nei territori europei occupati.
Venne scritto nel gennaio 1943 dall'ispettore capo dell'ufficio statistico delle Schutzstaffel, oltre che statistico professionista, Richard Korherr, con il titolo die Endlösung der Judenfrage, traducibile con Soluzione finale della questione ebraica. Korherr, incaricato da Heinrich Himmler, calcolò che, dal 1937 al dicembre 1942, il numero di ebrei in Europa era diminuito di 4 milioni, dei quali 1,274 milioni erano stati sottoposti ad un "trattamento speciale" (Sonderbehandlung - nome in codice per dire omicidio di massa). La diminuzione di ebrei russi nei territori occupati nell'Operazione Barbarossa non era inclusa per mancanza di dati. I resoconti venivano dall'ufficio del Reichssicherheitshauptamt, che riceveva tutti i rapporti delle SS sui cosiddetti ebrei "già evacuati". Il loro "trattamento speciale" venne rimosso dal documento su richiesta di Himmler, che lo voleva condividere con Hitler.

## Significato
Il rapporto iniziale, lungo sedici pagine, fu presentato il 23 marzo 1943. Su richiesta di Himmler una versione ridotta, lunga sei pagine e mezzo, fu aggiornata al 31 marzo 1943. Il rapporto completo riassumeva quanti ebrei rimanessero in Germania, Austria ed Europa; il numero dettagliato degli ebrei detenuti nei campi di concentramento nazisti; quanti ebrei erano morti di morte naturale dal 1933; e quanti ebrei erano stati evacuati nei territori orientali. Himmler accettò il rapporto completo su base confidenziale, ma per la stima ridotta fece cambiare a Korherr la parola Sonderbehandlung o "trattamento speciale" con la parola durchgeschleust o "elaborato". Il rapporto calcolava che, dal 1937 al dicembre 1942, il numero degli ebrei in Europa era diminuito di 4 milioni.
Korherr attribuì questa caduta all'"emigrazione, in parte a causa dell'eccesso di mortalità degli ebrei nell'Europa centrale e occidentale, in parte a causa delle evacuazioni soprattutto nei territori orientali più densamente popolati, che qui sono considerati come in corso".
A titolo di spiegazione, Korherr ha aggiunto che

## Dopoguerra
Korherr ha negato ogni conoscenza dell'Olocausto, dicendo che aveva "solo sentito parlare di sterminio dopo il crollo nel 1945".
In una lettera inviata alla rivista tedesca Der Spiegel nel luglio 1977, Korherr affermava di non aver scritto il rapporto sull'ordine di Himmler" e inoltre che